# اسپرینگبروک (آیووا)
اسپرینگبروک (به انگلیسی: Springbrook) شهری در ایالت آیووا کشور ایالات متحده آمریکا است که جمعیت آن در سرشماری سال ۲۰۱۰ میلادی، ۱۴۴ نفر بوده‌است.